# Glafiro Salinas Mendiola
Glafiro Salinas Mendiola (Nuevo Laredo, Tamaulipas; 31 de mayo de 1946) es un político mexicano miembro del Partido Acción Nacional y fue diputado federal en la LXII Legislatura

## Trayectoria académica y privada
Glafiro Salinas estudió la carrera de Administración de Empresas en la Universidad Autónoma de Tamaulipas, universidad en la que también ha participado como Catedrático, Secretario académico y Director de la Facultad de Comercio y Administración. También posee una Maestría en Administración de Empresas y un diplomado en Administración de Empresas Internacionales.
En la iniciativa privada, ha sido gerente general de American FootWare, S.A. y del Periódico "El Mañana", así como director general de la Agencia Aduanal Importadora y Exportadora del Norte, S.A.. También, pertenece a la Asociación de Agentes Aduanales.

## Trayectoria política
Miembro activo de su partido desde 2007, se ha desempeñado como coordinador electoral, candidato a décimo regidor, coordinador del área de finanzas, candidato a primer síndico, precandidato a la Presidencia Municipal de su municipio y candidato a diputado federal suplente.
El 1 de julio de 2012 se convirtió en diputado federal electo del I Distrito Electoral Federal de Tamaulipas por el PAN después de 3 legislaturas consecutivas con diputados del PRI en ese distrito, obteniendo el 44.35% de los votos.

### Como diputado federal
En la LXII Legislatura es integrante de las comisiones ordinarias de Educación Pública y Servicios Educativos, de Hacienda y Crédito Público y es Secretario de la Comisión de Relaciones Exteriores; también es integrante de las comisiones especiales de Industria Manufacturera y Maquiladora de Exportación, y de la Lucha Contra la Trata de Personas.
El 16 de octubre de 2014 presentó la propuesta de regresar el IVA en las zonas fronterizas a un 11% junto a los diputados de su partido Humberto Prieto Herrera de Tamaulipas, Carlos Angulo Parra de Chihuahua, José Enrique Reina Lizárraga de Sonora, Andrés de la Rosa Anaya de Baja California, debido a las afectaciones económicas que se han derivado por el incremento al 16%. Sin embargo, la propuesta fue rechazada. Glafiro Salinas expuso que: "la homologación del IVA colocó en franca situación de desventaja a nuestras zonas fronterizas. Es por ello que exigimos se regrese al establecimiento de una tasa del 11 por ciento para que estas zonas vuelvan a ser económicamente fuertes y activas a favor de nuestro país".